# Adrienne Lecouvreur
Adrianna Lecouvreur (właśc. Adrienne Couvreur; ur. 5 kwietnia 1692 w Damery, zm. 20 marca 1730 w Paryżu) – francuska aktorka teatralna.

## Życiorys
Debiutowała w 1717 w Comédie-Française w Paryżu w tragedii Crébillona Elektra i osiągnęła taki sukces, że do śmierci pozostała najwybitniejszą tragiczką Francji. Swe powodzenie zawdzięczała prostocie gry i deklamacji, odbijającej się jaskrawo od powszechnej wtedy napuszonej przesady.
Była kochanką marszałka Maurycego Saskiego, dla którego sprzedała swe kosztowności, gdy potrzebował pieniędzy na wyprawę kurlandzką.
Kościół katolicki odmówił pochowania jej na gruncie poświęconym pomimo protestu pisarzy francuskich. Powstała legenda, że Lecouvreur została otruta przez swą rywalkę, panią Bouillon, w rzeczywistości jednak umarła na krwawą dyzenterię.
Na podstawie legendy o jej śmierci Francesco Cilea stworzył operę Adriana Lecouvreur, która dziś uważana jest za największe dzieło kompozytora i sztandarową operę włoskiego weryzmu.